# Ил-6 (1941)
ЦКБ-60, так же проходивший в документах КБ Ильюшина как Ил-6 — проект советского тяжёлого штурмовика на базе Ил-2. Не вышел из макетной стадии в связи с прогрессом по улучшенным версиям Ил-2: Ил-8 и впоследствии — Ил-10.

## История создания
В 1940 году по условиям командно-штабной игры в тыл «красным» прорвался танковый корпус противника численностью около 600 танков. В ходе игры выяснилось, что количество имевшихся штурмовиков могло поразить не более 110 из них. По итогам заседания генерал-майор Хрюкин отметил, что «<…>мы имеем на вооружении пушку 20 мм, она имеет очень маленький калибр снаряда на толщину брони». Вскоре после этого Ильюшин предъявил эскизный проект тяжёлого штурмовика Ил-6 с тяжёлым составом вооружения.
Самолёт должен был иметь цельнометаллическое прямое крыло, деревянный фюзеляж и двойной вертикальный стабилизатор. Предполагалось оснастить его двумя двигателями АМ-38. Предполагался уровень бронирования, полностью защищавший кабину лётчика от поражения. Кроме того, бронировались двигатели и баки. В полу кабины лётчика имелось бронированное окошко. Стрелковое вооружение располагалось в носовой части фюзеляжа, что обеспечивало высокую плотность огня, и, как следствие — высокую вероятность поражения вражеской бронетехники. Бомбовый отсек вмещал до 600 кг различных бомб, при этом ещё 400 было возможно подвесить на внешние подвески.
Работы по продувке макета были закончены в 1942 году. К 16 сентября 1942 года проектирование находилось в следующей стадии: полномасштабный макет — 80 %, проектирование — 75 %. Однако к тому моменту КБ было больше занято доводкой Ил-2. Кроме того, проект глубокой модернизации Ил-2, Ил-8, оказался достаточно перспективен, чтобы свернуть проект ЦКБ-60. Индекс Ил-6 впоследствии получил другой проект КБ Ильюшина.

## Вооружение
Пушечное вооружение штурмовика состояло из одной 37-мм пушки ШФК-37 с запасом 40 снарядов, двух пушек калибра 23 мм ВЯ-23 с боекомплектом по 100 снарядов на пушку. Кроме того, имелись четыре пулемёта Березина УБ калибра 12,7 мм с боезапасом по 150 патронов на ствол. Предусматривалась замена УБ на пулемёты калибром 7,62 мм. Прорабатывались и другие варианты вооружения.
Бомбовая нагрузка могла варьироваться и достигать тонны. Самолёт имел бомбоотсек в центральной части фюзеляжа, вмещавший до 600 кг бомб.
Проектом предусматривалась возможная установка оборонительного вооружения.

## Модификации
- Двухместный вариант — с расположением пилота и штурмана бок о бок. Кабина экипажа при этом была сильно смещена к передней части фюзеляжа.
- ТБШ-2 — вариант ЦКБ-60 с двумя моторами М-82[3]